# Trevor Sinclair
Trevor Lloyd Sinclair (London, 1973. március 2. –) angol válogatott labdarúgó, a Blackpool, a Queens Park Rangers, a West Ham United, Manchester City és a Cardiff City volt játékosa.

## Sikerei, díjai
Blackpool
- Negyedosztály rájátszás győztes: 1991–1992

West Ham United
- Intertotó-kupa győztes: 1999–2000

Cardiff City
- FA-kupa ezüstérmes: 2007–2008

## Fordítás
Ez a szócikk részben vagy egészben  a   Trevor Sinclair című angol Wikipédia-szócikk fordításán alapul.  Az eredeti cikk szerkesztőit annak laptörténete sorolja fel. Ez a jelzés csupán a megfogalmazás eredetét és a szerzői jogokat jelzi, nem szolgál a cikkben szereplő információk forrásmegjelöléseként.